# Coryneliomycetidae
Coryneliomycetidae A.R. Wood, Damm, J.Z. Groenew., Cheew. & Crous – podklasa Eurotiomycetes – grzybów z typu workowców (Ascomycota).

## Systematyka
Pozycja w klasyfikacji według Index Fungorum: Coryneliomycetidae, Eurotiomycetes, Pezizomycotina, Ascomycota, Fungi.
Według aktualizowanej klasyfikacji Index Fungorum bazującej na Dictionary of the Fungi podklasa Coryneliomycetidae to takson monotypowy. Należy do niej jeden tylko rząd z jedną rodziną:
- rząd Coryneliales Seaver & Chardón 1926
  - rodzina Coryneliaceae Sacc. ex Berl. & Voglino 1886
    - rodzaj Caliciopsis Peck 1883
    - rodzaj Corynelia Ach. ex Fr. 1818
    - rodzaj Coryneliopsis Butin 1972
    - rodzaj Coryneliospora Fitzp. 1942
    - rodzaj Fitzpatrickella Benny, Samuelson & Kimbr. 1985
    - rodzaj Lagenulopsis Fitzp. 1942
    - rodzaj Pewenomyces F. Balocchi, I. Barnes & M.J. Wingfield 2021
    - rodzaj Tripospora Sacc. 1886[2]